# Medon apicalis
Medon apicalis är en skalbaggsart som först beskrevs av Ernst Gustav Kraatz 1857.  Medon apicalis ingår i släktet Medon, och familjen kortvingar. Arten är reproducerande i Sverige.